# Incidente en el plató de Rust
El 21 de octubre de 2021, en el Bonanza Creek Ranch de la ciudad de Bonanza, en Nuevo México, Estados Unidos, la directora de fotografía Halyna Hutchins recibió un disparo mortal y el director Joel Souza fue herido en el plató de la película Rust, después de que el actor Alec Baldwin percutiera una pistola de las utilizadas en el rodaje que le había entregado el asistente de dirección, Dave Halls. El incidente está siendo investigado por la oficina del comisario del condado de Santa Fe, por el primer fiscal de distrito de Nuevo México, y por la Agencia de Seguridad y Salud Laboral de Nuevo México. La producción de la película fue suspendida indefinidamente. El incidente desató un debate sobre la seguridad y salud laboral en la industria cinematográfica y el uso de pistolas reales como utilería.

## Contexto
El escritor y director Joel Souza concibió la historia de la película Rust con el actor y productor Alec Baldwin. La película del lejano Oeste se produjo con un presupuesto menor, entre de 6 000 000 y 7 000 000 $, y era el resultado de la pasión de Baldwin por grabar una nueva película.
Los derechos de distribución de la película fueron vendidos por 2 000 000 $ durante la fase de su preproducción. A raíz del presupuesto bajo, la producción tuvo recursos limitados y un horario muy conciso de grabación de veintiún días. El rodaje empezó el 6 de octubre de 2021, en el Bonanza Creek Ranch en la ciudad de Bonanza, en el estado de Nuevo México, un pueblo fantasma ubicado cerca de Santa Fe.
La responsable de supervisar todas las armas en el escenario era la armera asistente, Hannah Gutierrez-Reed, hija de Thell Reed, quien había trabajado durante mucho tiempo en la industria de la armería. Rust era la segunda película en la que Gutierrez-Reed servía como armera principal. En su primera película, The Old Way, varios miembros de su equipo la denunciaron debido a su manejo de las armas de fuego, incluyendo un incidente donde ella descargó un arma sin advertirlo, lo que provocó que el actor Nicolas Cage se marchara del plató.
Dave Halls era el asistente de dirección. En el período posterior al incidente, los medios de comunicación informaron de que hubo quejas en el 2019 sobre su comportamiento en dos episodios de Into the Dark, donde desatendió protocolos de seguridad, e ignoró salidas y corredores bloqueados. El mismo año, Halls había sido despedido mientras trabajaba en la grabación de la película, Freedom's Path, después de que una pistola se descargara inesperadamente, hiriendo a un miembro del rodaje en el proceso.

### Reclamaciones de seguridad y huelgas
El principio de la producción Rust comenzó con una huelga potencial promovida por miembros de la Alianza Internacional de Empleados de Montaje Teatral (IATSE) sobre las condiciones laborales y los bajos salarios. El 4 de octubre, se anunció que los miembros de IATSE votaron 98,68 % a favor de autorizar una huelga, con una concurrencia de 89,66 % de los votantes. La directora de fotografía Halyna Hutchins apoyó a la IATSE y planeó participar en la huelga días antes de su muerte para protestar por las condiciones laborales peligrosas. Escribió en una publicación de Instagram: «Estoy solidarizada con nuestro equipo @IATSE aquí en Nuevo México en RUST».
En el plató de Rust, miembros del equipo de la IATSE habían abogado por condiciones de trabajo más seguras durante la grabación. Un miembro del equipo añadió: «hicimos constar todo, desde la falta de pago de tres semanas, la falta de hoteles a pesar de haberlos pedido en nuestro convenio, la falta de protocolos de seguridad de la COVID, y sobre todo, ¡la falta de seguridad con respeto a las pistolas! ¡Falta de seguridad en el plató, y punto!». Las quejas también mencionaban que dos pistolas del utillaje se habían descargado un total de tres veces accidentalmente. Aun así, la productora no lanzó una investigación contra las negligencias imprudentes y más tarde afirmó que «no fueron conscientes de ningunas de las quejas oficiales concernientes a las medidas de seguridad con respeto a las armas o las utilerías del plató».
El 21 de octubre, siete miembros sindicalizados del equipo de cámara de la película empezaron a empacar sus pertenencias aproximadamente a las 6:30 a. m. MT. Se les ordenó a abandonar el plató, con un productor amenazándoles con llamar a la policía, y fueron reemplazados por cuatro miembros no sindicalizados. Según una declaración dada a TheWrap por una persona anónima, varios miembros del equipo se habían llevado algunas de las pistolas de utilería fuera del plató, incluyendo la pistola implicada en el incidente, para pasar el tiempo tiroteando latas de cerveza con munición real. Después de un descanso para comer, las pistolas de utilería habían sido devueltas. No está claro si las armas fueron revisadas otra vez. El 26 de octubre, el fiscal de distrito del condado de Santa Fe manifestó que estas declaraciones aún estaban sin confirmar.

## Incidente de los disparos
El 21 de octubre de 2021, duodécimo día de grabación, el reparto ensayaba un tiroteo que tenía lugar en el  interior de una iglesia en el Bonanza Creek Ranch. Gutierrez-Reed colocó tres pistolas de utilería en una carreta. Entre ellas estaba una pistola de plástico que no podía disparar balas reales, un arma modificada que no podía descargar cualquier tipo de balas, y un revólver 45 Long Colt. Este último fue seleccionado por Halls, quien se lo entregó a Baldwin y anunció que era una "pistola fría" para informarle al resto de operadores del rodaje de que no tenía munición. El camarógrafo Reid Russell estaba situado en una cámara dolly (plataforma rodante), mirando un monitor con Hutchins y Souza cerca de él. La escena involucraba al personaje de Baldwin sacando una pistola de su pistolera y apuntándolo hacia la cámara.
Mientras el trío estaba detrás del monitor, recolocaba la cámara para evitar una sombra, Baldwin empezó a explicarle al equipo cómo planeaba sacar la pistola. Cuando la sacó de la pistolera, aproximadamente a la 1:50 p. m. MT, Baldwin descargó la pistola una sola vez y el proyectil voló hacia las tres personas situadas detrás del monitor, hiriendo a  Hutchins en el pecho y a Souza en la clavícula. El incidente no fue grabado.
Hutchins fue trasladada por helicóptero al Hospital de la Universidad de Nuevo México en Albuquerque, donde fue declarada muerta. Souza fue trasladado en ambulancia al Centro Médico Regional Christus St. Vincent en Santa Fe, donde fue tratado y dado de alta a la mañana siguiente.
A raíz del incidente, la producción de Rust fue suspendida indefinidamente.

## Investigación
El 21 de octubre, la oficina del comisario del condado de Santa Fe hizo público que estaba investigando «qué tipo de proyectil fue disparado» y cómo ocurrió el acontecimiento. Baldwin fue interrogado, y posteriormente, fue liberado sin ningún tipo de cargo.
El 22 de octubre, Baldwin publicó un tuit donde expresó su dolor y tristeza. También indicó su total cooperación en la investigación policial actual con respecto al incidente, la que fue confirmado por la oficina del comisario. El 22 de octubre, el magistrado del condado de Santa Fe emitió dos órdenes de registro. En una declaración jurada, la oficina del comisario manifestó que ni Halls ni Baldwin sabían que la pistola tenía munición. El 27 de octubre, tras emitir otra orden de registro, el departamento comunicó que había recuperado más de seiscientos elementos como evidencia, incluyendo quinientas balas de munición que eran una mezcla de salvas, balas de fogueo y la sospechada munición real. Añadieron que un proyectil había sido recuperado del hombro de Souza, identificada como la presunta bala real.
El incidente también estaba siendo investigado por el primer fiscal judicial de distrito del estado, así como por la Agencia de Seguridad y Salud Laboral de Nuevo México. La compañía de producción de la película, Rust Movie Productions, está conduciendo una revisión interna. El 26 de octubre, los productores de la película dijeron que habían contratado a un equipo legal de Jenner & Block para llevar a cabo una investigación y entrevistar al reparto y al equipo sobre el incidente. El mismo día, la abogada de derechos de la mujer Gloria Allred y su despacho legal Allred, Maroko & Goldberg, fueron confirmados para llevar a cabo la investigación del incidente y a representar a la supervisora del guion de Rust, Mamie Mitchell. El 28 de octubre, Halls contrató a la abogada de Alburquerque Lisa Torraco como su defensora; y Gutierrez-Reed contrató al exfiscal asistente de Estados Unidos, Jason Bowles como su abogado.
El 29 de octubre, Gutierrez-Reed hizo pública una declaración en la que dijo que «el plató de producción entero se convirtió en un lugar inseguro» debido a factores como una carencia de reuniones de seguridad y al hecho de que ella debía encargarse de dos trabajos, lo que le impedía centrarse exclusivamente en su responsabilidad como armera. La declaración también señalaba que «solicitó más instrucción, días para el mantenimiento de armas, y tiempo apropiado para preparar el tiroteo, pero finalmente su petición fue rechazada por la producción y su departamento». Añadió que no tenía ninguna idea de dónde provino la munición real.

## Reacciones
El Gremio Internacional de Cinematografistas anunció que llevaría a cabo una vigilia iluminada con velas en los anocheceres del 23 y el 24 de octubre en memoria de Hutchins. Además, el gremio organizó un GoFundMe con el fin de recaudar fondos para la familia de Hutchins. El American Film Institute (AFI) anunció que instalaría un programa de becas para mujeres cinematografistas en memoria de Hutchins. El 24 de octubre, se realizó una vigilia en Nuevo México para lamentar la muerte de Hutchins. Profesionales de la  industria, incluyendo un numerosos actores de Hollywood, figuraban entre quienes asistieron el acontecimiento en Alburquerque. Algunos asistentes hicieron un llamamiento a la mejora de las medidas de seguridad en los platós.

### Debate acerca de las pistolas de utilería
El tiroteo desencadenó una chispa de debates sobre el uso de pistolas de utilería en los platós. Shannon Lee, la hermana de Brandon Lee, un actor que fue asesinado con una pistola de utilería en un tiroteo accidental similar en el plató de la película El cuervo en 1993, solicitó la prohibición de pistolas de utilería, declarando que «con todos los efectos especiales que son posibles y con toda la tecnología, no hay ninguna razón para el uso de una pistola de utilería o de una pistola que pueda disparar un proyectil de cualquier clase en el plató». Hubo comentarios similares por parte de otras personas que habían conocido a Lee o que habían trabajado con él en El cuervo. Bill Dill, un cinematografista que fue profesor de Hutchins en el AFI, también sugirió utilizar efectos especiales, calificando de “arcaico” que «pistolas reales con munición de fogueo» sean utilizadas en las películas. El 22 de octubre, El realizador de The Rookie, Alexi Hawley anunció que el espectáculo prohibiría pistolas reales en los platós, declarando que «desde ahora es política de The Rookie que todo tiroteo en el plató será producido con armas de airsoft y con destellos generados por computadora».
El tiroteo desencadenó debates sobre el uso general de pistolas en las películas y en la televisión. En un artículo para The Conversation, Brad Bushman de la Universidad Estatal de Ohio y Dan Romer de la Universidad de Pensilvania habían argumentado que «la industria de las pistolas paga a las compañías de producción. Son premiadas con apariciones frecuentes en la pantalla», y que «conforme más pistolas se encuentren en las películas, más probabilidad hay de que ocurra un tiroteo —tanto en el mundo de las películas y como en la vida real—».
Un editorial para Los Angeles Times dijo que el incidente «plantea el asunto más grande de la proliferación de pistolas en espectáculos y películas. Las armas son a menudo parte de tramas, pero, ¿es necesario que sea así? Oficiales de policía en las series de televisión y en las películas blanden y descargan sus armas a menudo, pero en realidad, un agente policial raramente saca su pistola —fuera de los campos de tiro— en el curso de una carrera entera».

### Críticas de seguridad laboral
El tiroteo también desencadenó debates sobre las condiciones laborales en los platós de cine. En un discurso en una vigilia, el vicepresidente de la ATSE, Michael Miller dijo: «temo que nos hemos reunido con sentimientos de frustración y rabia. Rabia contra el hecho de que demasiado a menudo la prisa para completar producciones y el cortar presupuestos ponen a  la seguridad en segundo plano y pone en riesgo a los miembros del equipo». En una publicación de Facebook, el iluminador en el plató de la película dijo que «para ahorrarse un centavo a veces [los productores] contratan a personas que no están plenamente cualificadas para un trabajo complicado y peligroso».

## Juicio legal
En septiembre de 2022, el estado de Nuevo México anunció que aprobó un presupuesto para llevar a juicio a cuatro involucrados en este incidente, incluido el actor Alec Baldwin, el estado designará a la fiscal especial Andrea Reeb.
Por su parte, el actor Alec Baldwin demandó a integrantes de la producción por diferentes negligencias.
En febrero de 2023, Baldwin solicitó que se anulara cualquier posible aumento de su sentencia en caso de ser hallado culpable. El abogado del actor aseguró al juez que el arma involucrado en el incidente fue destruida por el estado de Nuevo México.
El asistente de dirección en la película Rust, David Halls, fue sentenciado a seis meses de libertad condicional.
En junio de 2023, se anunció que la armera Hannah Gutierrez-Reed enfrentará un cargo por manipulación de pruebas.
En abril de 2023, Baldwin fue absuelto de todos los cargos.En febrero de 2024 se ordenó un nuevo juicio en contra de Baldwin, que se llevará a cabo a partir del 26 de febrero.
En marzo, Hannah Gutierrez-Reed, armera de la película, fue encontrada culpable de homicidio involuntario, su sentencia será dictada en abril. El 15 de abril, fue condenada a dieciocho meses de prisión por homicidio involuntario.